# Skyline Express Airlines
«Skyline Express Airlines» (укр. «Скайлайн Експрес Ейрлайнс»), ранее Azur Air Ukraine (2015—2022), ещё ранее UTair-Ukraine (2008—2015) — украинская авиакомпания. Компания осуществляет пассажирские чартерные перевозки на популярные курорты. Основной аэропорт базирования — аэропорт Борисполь (до 2 сентября 2014 также Луганск).

## История
Авиакомпания «ЮТэйр-Украина» была основана в сентябре 2008 года для обслуживания внутренних и международных рейсов.
Сентябрь 2011 года, прохождение сертификации Государственной авиационной службы Украины по требованиям JAR-OPS1. В этом же году авиакомпания «ЮТэйр-Украина» вступила в BSP Украины — систему взаиморасчётов по продажам авиаперевозок Международной организации гражданской авиации IATA, что позволило вести продажу авиабилетов на собственные рейсы через национальную агентскую сеть.
Ютэйр Украина свернула регулярные рейсы в 2014 году. Тогда же она вывела из флота региональные самолёты ATR-72, полученные с завода в 2012 году, и с того момента выполняла только чартерные полёты для туроператора ANEX Tour Украина. В октябре 2015 года Forbes со ссылкой на совладельца ANEX Tour опубликовал информацию, согласно которой туроператор выкупит сертификат эксплуатанта «Ютэйр Украина», поскольку «больше ничего ценного от бизнеса авиаперевозчика не осталось», так как его флот состоит из трёх самолётов ANEX Tour. Продажа и ребрендинг были подтверждены вскоре после этого. Несколькими неделями позже ANEX Tour также купила российскую Azur Air, дочерней компанией которой теперь является и «новая» украинская Azur Air.
В феврале 2022 года авиакомпания временно приостановила чартерные рейсы из-за введения в Украине военного положения и закрытия неба над страной. С начала полномасштабного вторжения в Украину 8 бортов авиакомпании находились на территории Украины. Временем позже, несколько самолётов Azur Air Ukraine всё-таки продолжили выполнять чартерные рейсы за пределами Украины несколькими бортами Boeing 757-300. Также она была переименована в «Skyline Express Airlines», при этом ливрея была изменена.
19 декабря 2023 года появилась информация, что борт UR-AZR, Boeing 777-300ER вылетел из Киевского аэропорта Борисполь по запросу Skyline Express Airlines. Был выполнен технический перегон воздушного судна. Пассажиров и груза на самолёте не было. 23 января 2025 года, UR-AZR начал выполнять чартерные рейсы в Доминиканскую Республику, Вьетнам из Польши.

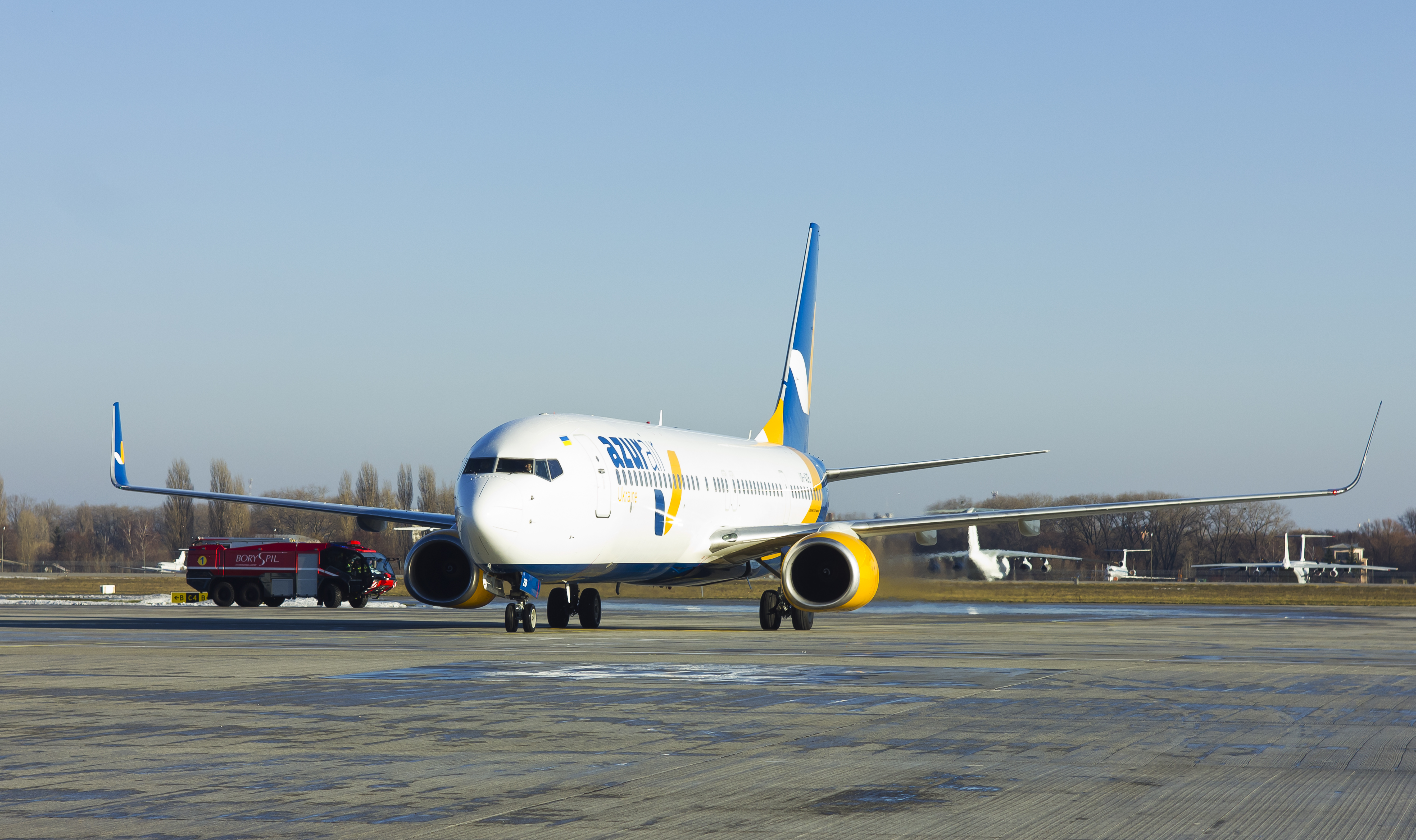
Boeing 737-900ER Azur Air Ukraine в Борисполе

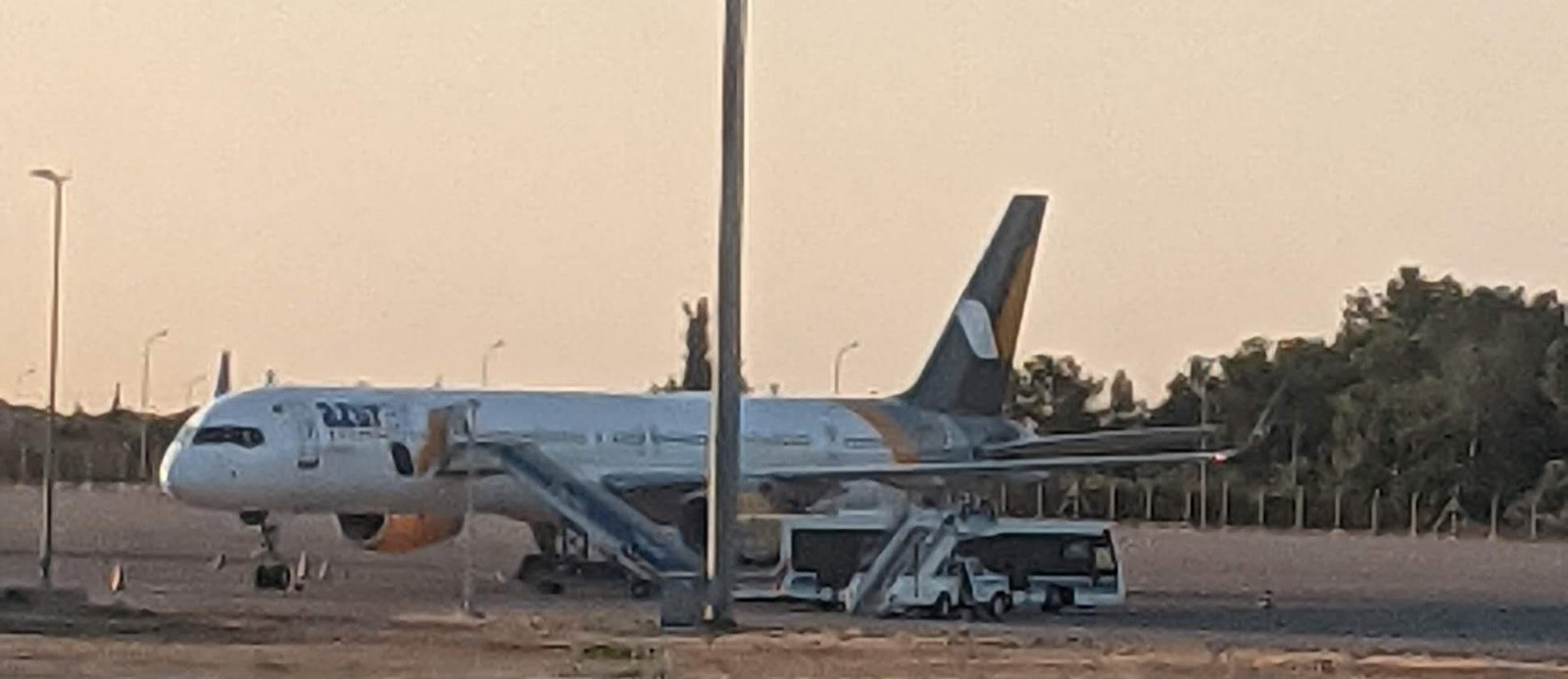
Boeing 757-300 Azur Air Ukraine в Анталье

## Флот
| Модель самолёта  | Фото   | Количество самолётов | Число мест | Число мест | Число мест | Регистрация                                                     |
| ---------------- | ------ | -------------------- | ---------- | ---------- | ---------- | --------------------------------------------------------------- |
| Boeing 737-800   |        | 3                    | C: —       | Y: 189     | Всего: 189 | UR-AZF UR-SLG UR-SLH                                            |
| Boeing 737-900ER |        | 2                    | —          | 215        | 215        | UR-SLW UR-SL? (в скором времени ожидается в флоте авиакомпании) |
| Boeing 757-300   |        | 5                    | —          | 273        | 273        | UR-AZN UR-AZO UR-AZP UR-SLB UR-SLE                              |
| Boeing 767-300ER |        | 3                    | 12         | 312        | 324        | UR-AZC UR-AZD UR-AZK                                            |
| Boeing 777-300ER |        | 1                    | 7          | 524        | 531        | UR-AZR                                                          |
| Всего:           | Всего: | 14                   |            |            |            |                                                                 |

Самолёты в старой традиционной ливрее окрашены в сине-жёлтые цвета, имеют синюю надпись „Azur air“ и логотип авиакомпании на обеих сторонах фюзеляжа, на синем стабилизаторе расположен логотип компании.
В новую ливрею Skyline Express окрашено только три борта:  UR-SLB,  UR-SLE,  UR-SLW.  UR-SLG, этот борт покрашен в цвета турецкой авиакомпании Mavi Gök Airlines.    UR-SLH имеет белую ливрею с логотипом авиакомпании,   UR-AZR имеет новый логотип на стабилизаторе, логотип авиакомпании на обеих сторонах фюзеляжа, с остатками старой ливреи.
Самолёты Skyline Express Airlines с особенными ливреями:
| Тип самолёта     | Название ливреи                                               | Фото | Регистрация | Примечания |
| Boeing 737-800   | Anex Tour Livery.                                             |      | UR-UTR      | Кроме того, UR-AZF окрашены в российскую (сине-красную) ливрею. Все самолёты кроме UR-AZF были переданы лизингодателям. |
| Boeing 777-300ER | Окрашен гибридную ливрею (Azur Air Ukraine / SkyLine Express) |      | UR-AZR      | Борт введён в эксплуатацию в конце 2021 года, повторно был введён в начале 2025 года.                                   |

Регистрация самолётов
| Тип самолёта     | Страна регистрации | Регистрационный префикс | Пример регистрационного знака |
| Boeing 737-800   | Украина            | UR-AZ*; UR-SL*          | UR-AZF; UR-SLB                |
| Boeing 737-900ER | Украина            | UR-AZ*; UR-SL*          | UR-AZF; UR-SLB                |
| Boeing 777-300ER | Украина            | UR-AZ*; UR-SL*          | UR-AZF; UR-SLB                |
| Boeing 757-300   | Украина            | UR-AZ*; UR-SL*          | UR-AZF; UR-SLB                |
| Boeing 767-300ER | Украина            | UR-AZ*; UR-SL*          | UR-AZF; UR-SLB                |

Ранее эксплутировавшиеся самолёты:
| Модель самолёта  | Фото | Количество самолётов | Число мест | Число мест | Число мест | Регистрация                        |
| ---------------- | ---- | -------------------- | ---------- | ---------- | ---------- | ---------------------------------- |
| Boeing 737-800   |      | 5                    | C: —       | Y: 189     | Всего: 189 | UR-AZE UR-AZG UR-UTP UR-UTQ UR-UTR |
| Boeing 737-900ER |      | 1                    | C: —       | Y: 215     | Всего: 215 | UR-AZB                             |
| ATR-72           |      | 5                    | —          | 70         | 70         | UR-UTH                             |
| ATR-42           |      | 5                    | —          | 46         | 46         | UR-UTA UR-UTB UR-UTD UR-UTE UR-UTF |
| Boeing 737-400   |      | 1                    | —          | 159        | 159        | UR-UTG                             |
| CRJ-200          |      |                      |            |            |            |                                    |
| Всего:           |      |                      |            |            |            |                                    |